# João António de Figueiredo
João António de Figueiredo (n. 10 de março de 1937), mais conhecido como João Figueiredo, é um militar e político português. Ocupou o cargo de ministro da Comunicação Social no V Governo Constitucional.
A 11 de junho de 1970, foi agraciado com o grau de Cavaleiro da Ordem Militar de Avis. A 26 de maio de 1972, foi agraciado com o grau de Oficial da Ordem Militar de Avis.

## Funções governamentais exercidas
- V Governo Constitucional
  - Ministro da Comunicação Social